# 本成寺 (古河市)
本成寺（ほんじょうじ）は、茨城県古河市横山町（五丁目）にある日蓮宗の寺院。正式には、山号を長久山、院号を妙光院、寺号を本成寺という。旧本山は、大本山本圀寺（六条門流）。小西法縁。

## 歴史
鎌倉時代の正和3年（1314年）、日印上人が鎌倉に開基したのち、天文年間（1532年～1555年）に下総国猿島郡伏木村（現在の茨城県境町森戸）に移転し、さらに江戸時代の慶長7年（1602年）、古河城下北端の現在地に移転したとされる。
なお、江戸時代の古河移転に関しては、延宝年間（1673年～1680年）、古河城主・土井利益の母・法清院の菩提を弔うために、法清院の兄弟であった日禎（にっしん）上人により伏木村から移されたとも考えられている 。

## 境内
赤く塗られた山門が目を引く。本堂のほか、瘡守稲荷、鬼子母神堂、三十番神堂がある。
後述する法清院の墓・河口信任の墓・小出重固の墓の他に、明治期の文化人・武藤松庵の墓がある。武藤松庵は天保10年（1839年）に古河で生まれ、池坊総華督として華道の全国普及に尽くしたほか、写真術を習得し、明治3年（1870年）に取り壊し直前の古河城の写真を残した。大正3年（1914年）没。

## 文化財
- 法清院殿の墓：古河藩中興の名君として知られる土井家第5代土井利益 の母である。堤家の祖となる中川貞長の長女。慶安元年（1648年）、土井利隆との間に利益を生んだが、慶安5年（1652年）、22歳で亡くなった。石囲いの立派な墓であり、利益が幼いころに亡くした母に対する思慕の情の深さを表している。古河市指定文化財（史跡）[7]。
- 河口信任の墓：江戸時代の蘭医、古河城主・土井家の藩医であり、日本で初めて自らの執刀にて人体解剖を行い、2年後の明和9年（1772年）にはその成果を『解屍編』として刊行した。元文元年（1736年）、土井家が唐津城主のときに生まれ、宝暦9年（1759年）に長崎遊学、同12年（1762年）栗崎流外科奥儀の免許皆伝を得たのち、同13年（1763年）の土井家古河移封に随行した。鷹見泉石らに蘭学を指導し、古河藩における蘭学振興の基礎を築く。文化8年（1811年）没した。墓は古河市指定文化財（史跡）[8]。
- 小出重固の墓：江戸時代の古河藩士。安永元年（1772年）、古河に生まれた。幼名「友之助」、通称「信左エ門」「三太夫」。天明4年（1784年）より出仕し、土井利厚の老中時代に江戸詰公用人を勤めた。藩の役職としては家老に次ぐ公御用人にまでなったが、文化9年（1812年）に引退して古河に戻り、文政3年（1820年）に隠居した。「松斎」あるいは「翠庵」と号し和漢の学に通じていた。江戸詰のときには国学者の清水浜臣に和歌を学んでいる。特に歴史を好み、隠居後は古河藩領内の寺社・古文書・説話を調べ歩き、天保12年（1841年）、地誌・古河志を著して、古河城主・土井利位に献上した。嘉永5年（1852年）没。墓は古河市指定文化財（史跡）[9][10]。
- 本成寺木造三十番神像：法華経を1日交代で守護する神「三十番神」の像である。三十番神像が全て揃っている寺は全国にも数少ない。古河市指定文化財（歴史資料）[11]。

## 交通
- 鉄道
  - JR宇都宮線（東北本線）古河駅西口から徒歩14分（約1.1km）、市内観光用無料レンタル自転車「コガッツ」利用可[12]
  - 東武日光線新古河駅東口から徒歩34分（約2.8km）